# Cuantinu
Cuantinu (Nkuwu a Ntinu) foi o manicongo do Reino do Congo entre 1450 e 1470. 

## Biografia breve
Nkuwu a Ntinu ou Cuantinu foi filho do fundador do Reino do Congo, Nímia Luqueni. Pouco se sabe sobre ele e seu reinado, exceto que ele reinou após dois primos seus governarem também. Isso foi exigido do fundador do reino para manter o jovem estado unido. O rei Cuantinu era pai de Anzinga Ancua, o rei governante do Congo quando os portugueses chegaram em 1483. Cuantinu foi o último dos reis pré-cristãos do Congo. 